# لوكاش زال
لوكاش زال (بالبولندية: Łukasz Żal)‏ (و. 1981 – م) هو مصور سينمائي من بولندا. ولد في كشالين.

## وصلات خارجية
- لوكاش زال على موقع IMDb (الإنجليزية)
- لوكاش زال على موقع قاعدة بيانات الأفلام العربية
- لوكاش زال على موقع ألو سيني (الفرنسية)
- لوكاش زال على موقع أول موفي (الإنجليزية)
- لوكاش زال على موقع قاعدة بيانات الأفلام السويدية (السويدية)
- لوكاش زال على موقع قاعدة بيانات الفيلم (الإنجليزية)
- لوكاش زال على موقع كينوبويسك (الروسية)